# Michael Esser
Michael Esser (Castrop-Rauxel, 22 novembre 1987) è un calciatore tedesco, portiere del Rauxel.

## Statistiche

### Presenze e reti nei club
Statistiche aggiornate al 26 luglio 2017.
| Stagione        | Squadra         | Campionato      | Campionato | Campionato | Coppe nazionali | Coppe nazionali | Coppe nazionali | Coppe continentali | Coppe continentali | Coppe continentali | Altre coppe | Altre coppe | Altre coppe | Totale | Totale |
| Stagione        | Squadra         | Comp            | Pres       | Reti       | Comp            | Pres            | Reti            | Comp               | Pres               | Reti               | Comp        | Pres        | Reti        | Pres   | Reti   |
| --------------- | --------------- | --------------- | ---------- | ---------- | --------------- | --------------- | --------------- | ------------------ | ------------------ | ------------------ | ----------- | ----------- | ----------- | ------ | ------ |
| 2011-2012       | Bochum          | 2B              | 1          | -2         | CG              | 0               | 0               |                    | -                  | -                  |             | -           | -           | 1      | -2     |
| 2012-2013       | Bochum          | 2B              | 3          | -2         | CG              | 1               | 0               |                    | -                  | -                  |             | -           | -           | 4      | -2     |
| 2013-2014       | Bochum          | 2B              | 4          | -4         | CG              | 0               | 0               |                    | -                  | -                  |             | -           | -           | 4      | -1     |
| 2014-2015       | Bochum          | 2B              | 16         | -23        | CG              | 0               | 0               |                    | -                  | -                  |             | -           | -           | 16     | -23    |
| Totale Bochum   | Totale Bochum   | Totale Bochum   | 24         | -31        |                 | 1               | 0               |                    | -                  | -                  |             | -           | -           | 25     | -31    |
| 2015-2016       | Sturm Graz      | AB              | 36         | -40        | CA              | 3               | -3              | UEL                | 2                  | -4                 |             | -           | -           | 41     | -47    |
| 2016-2017       | Darmstadt       | 1B              | 28         | -50        | CG              | 2               | -1              |                    | -                  | -                  |             | -           | -           | 30     | -51    |
| Totale carriera | Totale carriera | Totale carriera | 88         | -121       |                 | 6               | -4              |                    | 2                  | -4                 |             | -           | -           | 96     | -129   |